# Royal Vale Heath
Royal Vale Heath (5 de janeiro de 1883 – 25 de julho de 1960) foi um rico corretor da bolsa e escritor de Nova York que se tornou amplamente conhecido como mágico e entusiasta de quebra-cabeças.Seus truques de mágica eram frequentemente baseados em matemática e ele introduziu o termo "matemágica" para descrevê-los em um livro intitulado Mathemagic, publicado em 1933. 

## História
Foi um colaborador frequente dos periódicos Scripta Mathematica, Hugard's Magic Monthly e The Jinx.
Ele se especializou em truques envolvendo dados, códigos de barra e quadrados mágicos. Certa vez, ele construiu um quadrado mágico que permanecia quadrado mágico mesmo quando virado de ponta-cabeça.
Em 1988, seu trabalho foi exibido na David Winton Bell Gallery na Brown University.
Heath desempenhou um papel crucial na carreira do popular escritor de matemática recreativa Martin Gardner. Em um show de mágica em 1956, ele apresentou a Gardner os flexágonos. Em dezembro de 1956, Martin Gardner publicou um artigo sobre essas dobraduras que despertou o interesse da revista Scientific American, que lhe ofereceu uma coluna mensal. Vários dos truques de Heath foram coletados no livro de Gardner Matemática Magia e Mistério.